# 皮尼奥斯
皮尼奥斯（希臘語：Πηνειός）是希腊西希腊大区伊利亚专区的市镇，行政中心为加斯图尼镇。市镇面积为161.5平方公里，2021年人口数量为21,625人。市镇名字来源于同名河流。
此市镇设立于2011年地方政府改革中，由原3个市镇合并而成，原市镇则成为新市镇的3个市区。